# PC Engine Duo
Il PC Engine Duo (PCエンジンDuo?) o TurboDuo in Nordamerica, chiamato anche semplicemente Duo, è una console prodotta da NEC, versione del PC Engine con lettore CD-ROM incorporato.
La console veniva venduta in America settentrionale con Ys Book I & II. La mascotte della console era Johnny Turbo.

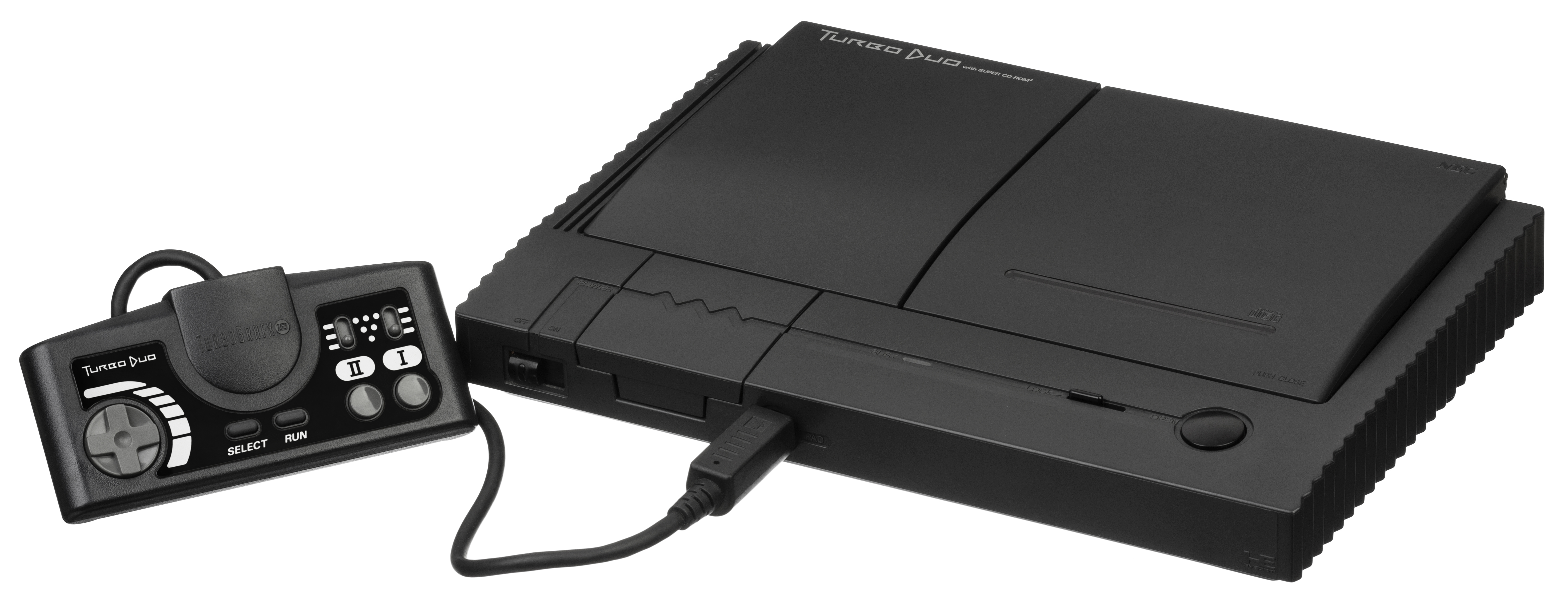
La versione nordamericana TurboDuo